# Ailke Westerhof

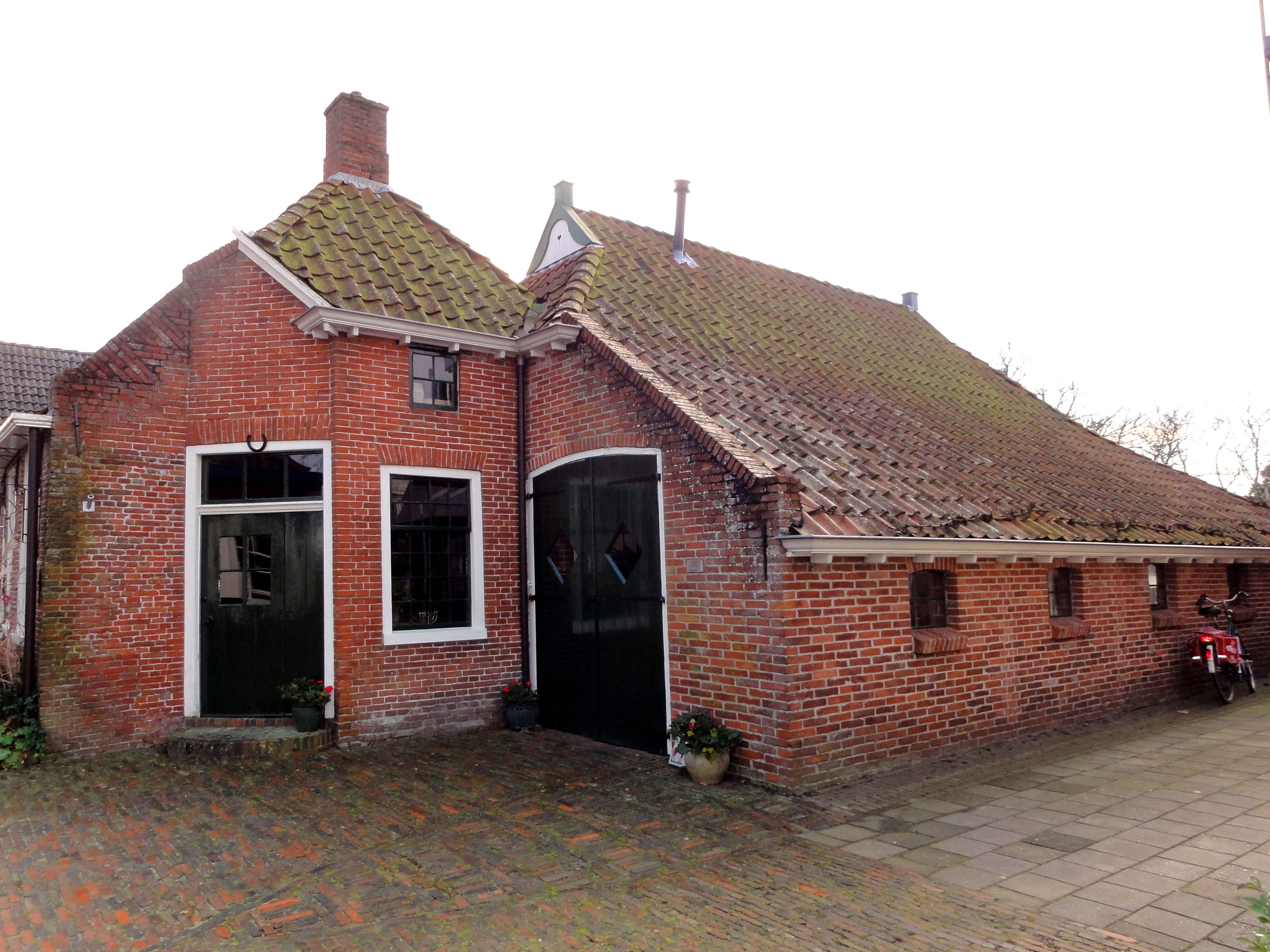
Lugar de nacimiento de Westerhof en Leens.

Ailke Westerhof (Leens, 27 de abril de 1876 - Leens, 4 de septiembre de 1946) fue una enfermera neerlandesa que sirvió en la Cruz Roja durante la Guerra de los Balcanes y la Primera Guerra Mundial.

## Biografía
Westerhof nació en Leens, Groningen, hija de los herreros Ebel Westerhof e Itje de Vries. De 1912 a 1919 trabajó como enfermera durante la Guerra de los Balcanes y durante la Primera Guerra Mundial en Hungría y Serbia. Bajo el doctor Arius van Tienhovenhe, trataba a pacientes con tifus en Valjevo. Posteriormente, fue empleada por el Amsterdamse Vrijwillige Burgerwacht y como profesora en la Cruz Roja en Ámsterdam. En 1924, fue nombrada Caballero  de la Orden de Orange-Nassau. En 1935 le fue otorgada la Medalla de Florence Nightingale por la Princesa Juliana. También recibió varios premios en Serbia por su trabajo, como la Cruz de la Piedad y una medalla al valor. Falleció en septiembre de 1946 en su ciudad natal, Leens, a los 70 años.
Ailke Westerhof falleció en la misma casa en que había nacido. La casa y la forja donde sus padres y hermanos trabajaron es ahora un monumento nacional. Fue amenazada con ser demolida, pero la restauración empezó en 1975, y la calle ha sido rebautizada 'Zuster A. Westerhofstraat'. Su retrato fue pintado en 1924 por el artista Bart Peizel.